# Ghola
I ghola sono creature immaginarie presenti nei romanzi di fantascienza del ciclo di Dune di Frank Herbert.
I ghola sono creature artificiali create dal Bene Tleilax sotto richiesta di un casato, per propria necessità, oppure (come verrà narrato nel romanzo L'imperatore-dio di Dune) sotto espressa richiesta dell'imperatore Leto II.
Si tratta di cloni di organismi, per lo più esseri umani, creati nelle Vasche Axolotl del Bene Tleilax.
Il DNA di base dal quale i Tleilaxu partono per creare i ghola può essere tratto sia da organismi vivi sia da individui morti.
Una volta completo il ghola è praticamente indistinguibile dall'organismo di origine, sia per caratteristiche somatiche che genetiche.
Il ghola Duncan Idaho, voluto espressamente da Leto II per i suoi fini riproduttivi e ricreato più e più volte, possedeva anche la memoria passata di tutti i ghola precedenti: questa caratteristica sarà necessaria per lo svolgimento della vicenda de L'imperatore-dio di Dune.